# Apotea
Apotea AB, tidigare Familjeapoteket AB, är ett svenskt nätapotek som är störst i sin bransch i Sverige.

## Historia
Det grundades 2003 som Familjeapoteket AB. Företaget togs över av entreprenören Pär Svärdson och Adlibris ledning 2011 för att ombildas till internetapoteket Apotea.
Familjeapoteket AB bytte namn till Apotea AB 2012 och har Läkemedelsverkets tillstånd att bedriva apotek med heltäckande sortiment av både receptfria och receptbelagda läkemedel.
När Creades med finansmannen Sven Hagströmer i spetsen 2017 köpte aktier i Apotea AB till ett värde av 120,5 miljoner så höjdes värderingen på företaget till drygt 2,4 miljarder kronor.
I maj 2018 flyttade Apotea till sitt nya logistikcenter i Morgongåva i Uppsala län.
I november 2022 investerade Apotea i nätapoteket Apotera i Norge og Apomera i Finland.
Den 6 december 2024 börsnoterades företaget på Stockholmsbörsen.